# Ditha ogasawarensis
Espèce
Ditha ogasawarensis est une espèce de pseudoscorpions de la famille des Tridenchthoniidae.

## Distribution
Cette espèce est endémique de l'archipel Ogasawara au Japon. Elle se rencontre sur Haha-jima.

## Étymologie
Son nom d'espèce, composé de ogasawar[a] et du suffixe latin -ensis, « qui vit dans, qui habite », lui a été donné en référence au lieu de sa découverte, l'archipel Ogasawara.

## Publication originale
- Sato, 1981 : A new species of the genus Ditha from Japan (Pseudoscorpionidea: Dithidae). Edaphologia, vol. 24, p. 11-14.